# 嚴嶋関右エ門 (1810年生)
嚴嶋 関右エ門（いつくしま せきえもん、1810年 - 1854年5月9日（旧暦4月13日））は、香川県丸亀市出身の元大相撲力士。本名は不明。

## 来歴
1810年に香川県丸亀市で生まれる。1834年11月場所において雷部屋から丸亀藩の抱え力士として初土俵を踏む。1844年10月場所で新十両昇進を果たした。現役中の1854年2月場所で二枚鑑札によって2代・稲川を襲名したが、2月場所終了から間もない同年4月13日（旧暦）に入水自殺を遂げた。45歳没。

## 主な成績
- 通算幕内成績：56勝67敗8分1預53休（19場所）